# UFC Fight Night: Florian vs. Lauzon
UFC Fight Night: Florian vs. Lauzon foi um evento de artes marciais mistas promovido pelo Ultimate Fighting Championship, ocorrido em 2 de abril de 2008 no Broomfield Event Center em Broomfield, Colorado. Serviu para a estreia do The Ultimate Fighter 7 no canal Spike TV.

## Bônus da Noite
- Luta da Noite:  Kenny Florian vs.  Joe Lauzon
- Nocaute da Noite:  James Irvin
- Finalização da Noite:  Nate Diaz